# ورنر فایمان
ورنر فایمان (آلمانی: Werner Faymann؛ زادهٔ ۴ مهٔ ۱۹۶۰) از سال ۲۰۰۸ تا سال ۲۰۱۶ صدراعظم اتریش بود.
او در دانشگاه وین ثبت نام کرد ولی پس از شرکت در فقط یک جلسه کلاس ترک تحصیل کرد. او پس از آن بعنوان رانندهٔ تاکسی کار می‌کرد.